# Azcapotzalco
Azcapotzalco är en av Mexico Citys 16 distrikt, delegación. Namnet betyder Myrstack på nahuatl. Området ligger i norra Distrito Federal och gränsar till Estado de México.
En av de större vägarna är Periférico.